# Mistrzostwa Europy Strongman 1990
Mistrzostwa Europy Strongman 1990 – doroczne, indywidualne
zawody europejskich siłaczy.
Data: 1990 r.

Miejsce:  Dania
WYNIKI ZAWODÓW:
| Miejsce | Zawodnik             | Kraj      | Punkty |
| ------- | -------------------- | --------- | ------ |
| 1.      | Henning Thorsen      | Dania     | 47     |
| 2.      | Ted van der Parre    | Holandia  | 45     |
| 3.      | Mark Higgins         | Anglia    | 44     |
| 4.      | Magnús Ver Magnússon | Islandia  | 42     |
| 4.      | Jón Páll Sigmarsson  | Islandia  | 42     |
| 6.      | Markku Suonenvirta   | Finlandia | 26     |
| 6.      | Ab Wolders           | Holandia  | 26     |
| 8.      | Brian Bell           | Szkocja   | 25     |
| 9.      | Rudolf Küster        | Niemcy    | 16     |
| 9.      | Lars Noren           |           | 16     |